# Луче (община)
Община Луче (словен. Občina Luče) — одна з общин Словенії. Адміністративним центром є місто Луче.

## Населення
У 2011 році в общині проживало 1541 осіб, 774 чоловіків і 767 жінок. Чисельність економічно активного населення (за місцем проживання), 556 осіб. Середня щомісячна чиста заробітна плата одного працівника (EUR), 851,48 (в середньому по Словенії 987.39). Приблизно кожен другий житель у громаді має автомобіль (53 автомобілі на 100 жителів). Середній вік жителів склав 41,7 роки (в середньому по Словенії 41.8). 